# Pitagora (liberto)
Pitagora (fl. I secolo) è stato un liberto sposato all'ultimo imperatore romano della dinastia giulio-claudia Nerone.

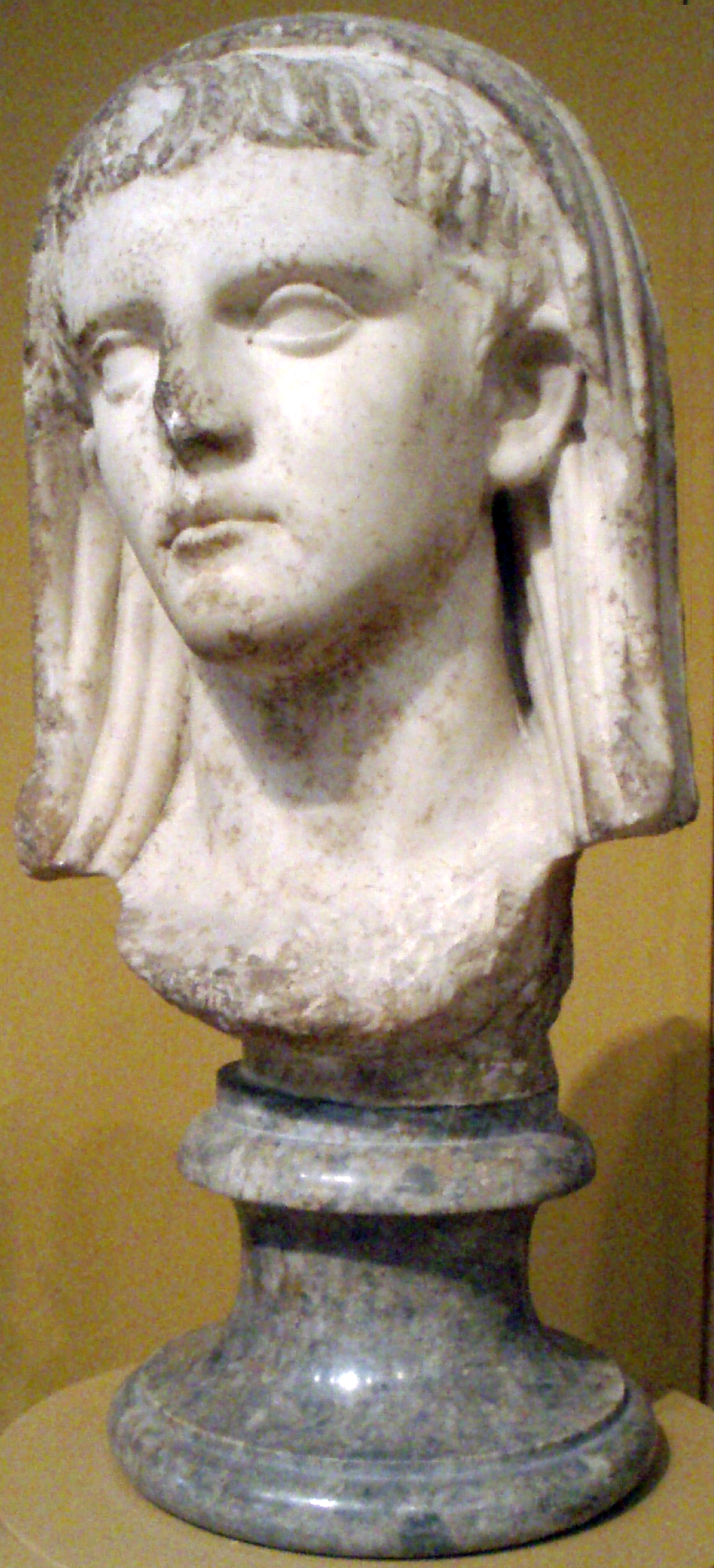
Busto del giovane Nerone in abito sacerdotale; l'imperatore romano celebrò in almeno due occasioni il rito del matrimonio romano con degli uomini.

I due uomini si sposarono durante una cerimonia pubblica in cui l'imperatore stesso assunse il ruolo della moglie, il tutto collegato forse a certi riti misterici. Si dice anche che durante la prima notte di nozze Nerone imitò le grida e i gemiti delle vergini costrette con la forza all'unione sessuale.
Egli non è stato l'unico amante maschio avuto dall'imperatore: ebbe difatti due compagni di letto, allo stesso tempo, oltre al liberto Pitagora, che svolgeva il ruolo di marito, anche Sporo il quale invece interpretava il ruolo di moglie.

## Vita
Molto poco si sa sull'esistenza di Pitagora, tranne che era un giovane liberto (uno schiavo liberato) che faceva parte del seguito di Nerone; è stato definito "uno di quella banda di svergognati" (uni ex illo contaminatorum grege). È stato forse uno di quelli che gli servivano il vino sul calice o l'assaggiatore personale.

## Matrimonio con Nerone
Nell'anno 64, durante la celebrazione delle festività dei Saturnalia, Gaio Ofonio Tigellino offrì tutta una serie di banchetti a cui partecipò in primis anche l'amico imperatore; un paio di giorni dopo avvenne il fatto conosciuto come lo sposalizio di Nerone con Pitagora: 

## Doriforo
Svetonio pare raccontare la stessa storia riguardante Nerone, dicendo però che l'imperatore diventò la sposa di un certo Doriforo. Siccome sia Publio Cornelio Tacito sia Cassio Dione Cocceiano menzionano solamente la persona di Pitagora, a detta del biografo Champlin, essendo del tutto improbabile che un secondo scandaloso matrimonio di questo tipo potesse avvenire senza essere stato notato da altri, la soluzione più semplice è che Svetonio si sia confuso con il nome.
Vi fu effettivamente un Doriforo tra i più ricchi e potenti liberti di Nerone, ma questi morì con certezza nel 62, quindi ben due anni prima dei fatti ascrittigli dove Nerone coperto di pelli di animali selvatici venne fatto uscire da una gabbia per aggredire le parti intime dei partecipanti allo spettacolo legati strettamente a delle colonne, dopo di che "è stato sconfitto/vinto (ucciso per finta) dal suo liberto Doriforo". In quanto poi il termine greco "doryphoros" significa "portatore di lancia" (Δορυφόρος) come l'omonima scultura greca rappresentante il Doriforo, potrebbe anche essere che la parola sia stata latinizzata con l'attribuzione del suo significato sessualmente allusivo.